# فرقة بانزر ليهر
بانزر ليهر فرقة مدرعة ألمانية نخبوية خلال الحرب العالمية الثانية. تم تشكيلها في عام 1943 فصاعدًا من قوات التدريب المتمركزة في ألمانيا، لتوفير قوة مدرعة إضافية لغزو الحلفاء المتوقع لأوروبا الغربية.  كانت فرقة بانزر الوحيدة التابعة للفيرماختالتي تم تجهيزها بالكامل بالدبابات والعربات النصف مجنزرة لنقل المشاة الآلية. في عدة مناسبات قاتلت تقريبا من حتى تدميرها، ولا سيما خلال عملية كوبرا،  وبحلول نهاية الحرب في أوروبا، لم تكن تشبه إلى حد كبير الوحدة التي تم تشكيلها في الأصل.

## التاريخ

### تشكيل - تكوين
بدأ تشكيل فرقة بانزر ليهر في 30 ديسمبر 1943  وانتقلت إلى منطقة نانسي - فردان في يناير 1944 لإكمال عملية تشكيلها.  تم تشكيلها من عدة وحدات تدريب.  معظم كوادر الفرقة الأصلية مستمدة من بانزر توتنشولا الأولى وبانزر توتنشولا الثانية، وحدات التدريب الرئيسية في سلاح المدرعات.  كانت وحدات التدريب هذه من أكثر القوات خبرة وذات تدريب عالي في سلاح المدرعات الألماني، حيث شهدت جميعها تقريبًا قتالًا في الشرق أو شمال إفريقيا أو صقلية أو إيطاليا والعديد منهم حصلوا على وسام للشجاعة.  ونتيجة لذلك، اعتبرت بانزر ليهر وحدة النخبة من وقت تشكيلها. 
في أوائل عام 1944، تم نقلها إلى المجر لتلقي المزيد من التدريب أيضًا للخدمة في عملية مارجريت، احتلال البلاد من قبل القوات الألمانية.   استوعبت الفرقة الفوج 901 Panzergrenadier-Lehr-Regiment أثناء فترة وجوده. ثم عادت إلى فرنسا في انتظار غزو الحلفاء كجزء من احتياطي المدرعات في القيادة العليا للفيرماخت، إلى جانب فيلق بانزر إس إس 1 وفرقة إس إس 17 بانزرجرينادير غوتز فون بيرليتشينغن.  لا يمكن نشر عن هذه الوحدات إلا بتفويض شخصي من أدولف هتلر. 

### نورماندي

#### معارك كاين

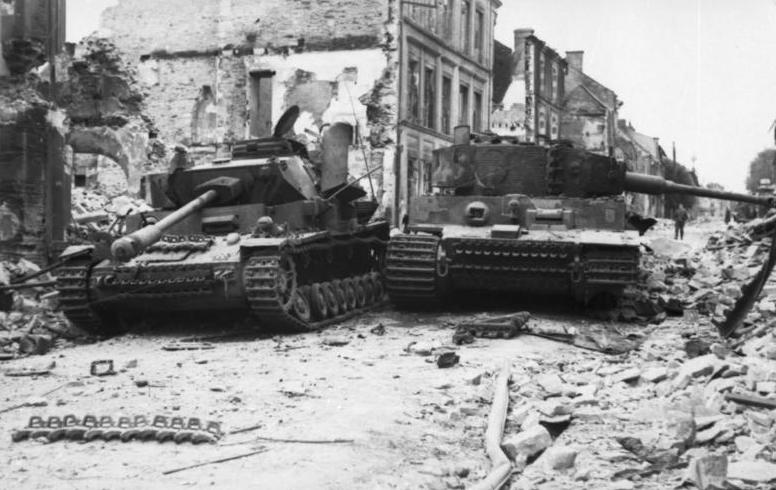
بانزر الرابع والنمر الأول من فرقة بانزر ليهر في فيلرز بوكاج

عندما أطلق الحلفاء الغربيون الغزو البرمائي لنورماندي في 6 يونيو 1944، تم وضع فرقة بانزر ليهر، كجزء من الاحتياطي الاستراتيجي المدرع ( مجموعة بانزر الغربية )، من القتال خلال الأيام الأولى الحاسمة.  تم إطلاقها قريبًا ووصلت إلى الجبهة وكان ملتزمًة بمحاربة البريطانيين والكنديين في 8 يونيو.  تم وضعها في الخط الأمامي المتاخم لفرقة بانز إس إس 12 هتلريوجند حيث دافعت عن كاين وصدت العديد من الهجمات البريطانية واوصلتها إلى طريق مسدود. 
في 13 يونيو 1944، هاجمت مجموعة اللواء المدرع الثاني والعشرون من الفرقة المدرعة البريطانية السابعة دفاعات فرقة بانزر ليهر حول تيلي سور سولز وقطعت الخطوط الألمانية، واستولت على قرية فيليرز بوكاج وهددت مؤخرة بانزر ليهر. عناصر بانزر ليهر، فرقة بانزر الثانية، و كتيبة الدبابات الثقيلة إس إس 101 ملتزمة بصد الاختراق البريطاني.   شهدت معركة فيليرز - بوكاج التي تلت ذلك انسحاب البريطانيين إلى خطوط البداية بعد يومين من القتال غير الحاسم.  بحلول 17 يونيو، اضطرت فرقة بانزر ليهر إلى الانسحاب. 
مثل جميع الوحدات المدرعة الألمانية العاملة في نورماندي، تكبدت بانزر ليهر خسائر فادحة أثناء تنقلها من هجمات الحلفاء الجوية.   بحلول نهاية يونيو، كان العنصر المدرع التابع للفرقة قد استنفد بشدة. على الرغم من ذلك، واصلت التماسك ضد القوات البريطانية والكومنولث، والانخراط في قتال عنيف بالقرب من بلدة تيلي سور سولز. 
وبحلول نهاية يونيو، تكبدت فرقة بانزر ليهر 2972 ضحية وأبلغت عن فقدان 51 دبابة زمدفع هجومي و82 نصف مجنزرة و294 مركبة أخرى. 

### الأردين

#### اعتداء على دينانت
تم سحب بقايا قوة هجوم مانتيوفيل مرة أخرى لمحاولة أخيرة للاستيلاء على باستون.  بدأ بانزر ليهر بالانتقال إلى مواقعه الجديدة،  بعد أن بدأت الفرقة المدرعة الأمريكية الرابعة، رأس حربة الجيش الثالث لجورج باتون ، هجومها لتخفيف باستون  وممرًا محاطًا بالطائرة 101 المحمولة جواً. تم انشائه.  بانزر لير بعد ذلك في العمليات الفاشلة لإغلاق الممر،  وأخيرًا تم سحب الفرقة المنهكة من المعركة. لقد تم إبادة بانزر ليهر مرة أخرى تقريبًا. [بحاجة لمصدر]

## القادة
صورة
|  | {{{officeholder}}} |
|  | {{{officeholder}}} |
|  | {{{officeholder}}} |
|  | {{{officeholder}}} |
|  | {{{officeholder}}} |
|  | {{{officeholder}}} |
|  | {{{officeholder}}} |

## الحواشي
1. 1 2  Ritgen 1995.
2. ↑  Blumenson 1961.
3. ↑  Jentz 1996.
4. 1 2 3  Zaloga 2015.
5. ↑  Mitcham 2006.
6. ↑  Caddick-Adams 2015.
7. 1 2 3 4 5 6  Harrison 2002.
8. ↑  Badsey 1990.
9. 1 2 3  Forty 2004.
10. ↑  Wilmot 1984.
11. ↑  Ford 2004.
12. ↑  Zetterling، N. "German Military Organization, Combat Power and Organizational Effectiveness". مؤرشف من الأصل في 2008-07-16.
13. 1 2 3 4 5  Cole 1965.

## قائمة المراجع
كتب
- Badsey، Stephen (1990). Normandy 1944 Allied Landings and Breakout. United Kingdom: Osprey Publishing. ISBN:9780850459210.
- Battistelli، Pier Paolo (2013). Panzer Divisions 1944–45 Battle Orders. United Kingdom: Bloomsbury Publishing. ISBN:9781849080842.
- Battistelli، Pier Paolo (2009). Panzer Divisions 1944–45 Battle Orders 38. United Kingdom: Osprey Publishing. ISBN:9781846034060.
- Bergstrom، Christer (2014). The Ardennes, 1944-1945 Hitler's Winter Offensive. Havertown, Pennsylvania: Casemate. ISBN:9781612003153.
- Blumenson, Martin Breakout and Pursuit (Publication 7-5). Retrieved May 3, 2016.
- Caddick-Adams، Peter (2015). Snow and Steel: Battle of the Bulge 1944-45. United States: Random House. ISBN:9780099588122.
- Clarke, Jeffrey J. Riviera to the Rhine (Publication 7-10). Retrieved May 9, 2016.
- هيو إم. كول The Lorraine Campaign (Publication 7-6). Retrieved July 24, 2016.
- هيو إم. كول The Ardennes: Battle of the Bulge (Publication 7-8). Retrieved April 13, 2005.
- Copp، J. T.؛ Vogel، Robert (1988). Maple leaf route: victory. Maple Leaf Route. ISBN:9780919907065.
- Edwards، Robert (2014). Scouts Out: A History of German Armored Reconnaissance Units in World War II. Mechanicsburg, Pennsylvania: Stackpole Books. ISBN:9780811713115.
- Ford، Ken (2004). Caen 1944 Montgomery's Breakout Attempt. United Kingdom: Osprey Publishing. ISBN:9781841766256.
- Forty، G. (2004). Villers Bocage. Battle Zone Normandy. Sutton Publishing. ISBN:0-7509-3012-8.
- Harrison, Gordon A. The Cross Channel Attack (Publication 7-4). Retrieved December 30, 2015.
- Jentz، Thomas (1996). Panzertruppen Vol. 2 The Complete Guide to the Creation & Combat Employment of Germany's Tank Force 1943-1945. 77 Lower Valley Road Atglen, PA: Schiffer Publishing Ltd. ISBN:0-7643-0080-6.{{استشهاد بكتاب}}:  صيانة الاستشهاد: مكان (link)
- تشارلز بي. ماكدونالد The Siegfried Line Campaign (Publication 7-7). Retrieved July 17, 2015.
- تشارلز بي. ماكدونالد The Last Offensive (Publication 7-9). Retrieved January 17, 2016.
- Mitcham، Samuel W. (2006). The Panzer Legions: A Guide to the German Army Tank Divisions of World War II and Their Commanders. Mechanicsburg, Pennsylvania: Stackpole Books. ISBN:0-811733-53-X.
- Quarrie، Bruce (2000). The Ardennes Offensive Central Sector: V Panzer Armee. University Park, Illinois, USA: Osprey Publishing. ISBN:9781855328570.
- Ritgen, Helmut (1995). The Western Front 1944 - Memoirs of a Panzer Lehr Officer. Winnipeg, Canada: J.J. Fedorowicz Publishing. ISBN:0-921991-28-2.
- Ritgen, Helmut (2001). Panzer Lehr in the West: A History of the Panzer Lehr Division, 1943-1945. USA: Shelf Books. ISBN:1-899765-18-2.
- Schneider، Wolfgang (2004). Tigers in Combat (ط. Volume 1). Mechanicsburg, Pennsylvania: Stackpole Books. ISBN:0-811732-03-7.
- Spayd, P.A. (2003). Bayerlein: From Afrikakorps to Panzer Lehr. USA: Schiffer Publishing. ISBN:0-7643-1866-7.
- Thomas، Nigel (2000). The German Army 1939-45 (5): Western Front 1943-45. United Kingdom: Osprey Publishing. ISBN:978-1855327979.
- Wilmot، H.P (1984). June 1944. New York: Blandford Press. ISBN:0-7137-1446-8. مؤرشف من الأصل في 2022-05-12.
- Zaloga، Steven J. (2015). Panzer IV vs Sherman: France 1944. United Kingdom: Bloomsbury Publishing. ISBN:9781472807618.
- Zetterling، N. (2000). Normandy 1944: German Military Organization, Combat Power and Organizational Effectiveness. Winnipeg, Man.: Fedorowicz. ISBN:0-92199-156-8. مؤرشف من الأصل في 2009-02-17. اطلع عليه بتاريخ 2015-12-30.

مواقع الويب
- Nafziger، George. "German Army, Battle of the Bulge, 15 December 1944" (PDF). Combined Arms Research Library Digital Library. US Army Combined Arms Center. مؤرشف من الأصل (PDF) في 2015-07-01. اطلع عليه بتاريخ 2016-06-28.
- Nafziger، George. "Organizational History of the German Armored Formations 1939-1945" (PDF). Combined Arms Research Library Digital Library. US Army Combined Arms Center. مؤرشف من الأصل (PDF) في 2011-12-08. اطلع عليه بتاريخ 2016-06-28.
- Niehorster، Leo. "Panzer Lehr Division Order of Battle". World War II Armed Forces Orders of Battle and Organizations. مؤرشف من الأصل في 2019-09-04. اطلع عليه بتاريخ 2015-06-12.
- US Army Situation maps - The Battle of the Bulge. Library of Congress. مؤرشف من الأصل في 2015-07-17. اطلع عليه بتاريخ 2007-08-03. {{استشهاد بكتاب}}: تجاهل المحلل الوسيط |عمل= (مساعدة)